# (20952) Tydeus
(20952) Tydeus ist ein Asteroid aus der Gruppe der Jupiter-Trojaner. Damit werden Asteroiden bezeichnet, die auf den Lagrange-Punkten auf der Bahn des Jupiter um die Sonne laufen.
(20952) Tydeus wurde am 25. September 1973 von den niederländischen Astronomen Cornelis Johannes van Houten, Ingrid van Houten-Groeneveld und Tom Gehrels am Palomar-Observatorium (IAU-Code 675) entdeckt. Er ist dem Lagrangepunkt L4 zugeordnet.
Der Asteroid ist nach dem mythologischen griechischen Helden Tydeus benannt, einem der Sieben gegen Theben, dessen Sohn Diomedes im Trojanischen Krieg auf Seiten der Griechen kämpfte.